# 芳賀和夫
芳賀 和夫（はが かずお、1934年（昭和9年） - ）は、日本の理学博士、芳賀サイエンスラボ所長。元筑波大学教授。専門は生物化学であるが折紙の数学の世界でも活動し、芳賀定理の発案者としても有名。

## 経歴
1934年東京府生まれ。1956年に東京教育大学理学部生物学科動物学専攻を卒業。大阪教育大学教育学部附属天王寺中学校、大阪教育大学教育学部附属高等学校天王寺校舎教官（生物・1967年～1977年）を経て、筑波大学で教職に就く。同大学生物科学系および学校教育部で教授職を歴任しアザミウマ類の研究のなか、新属を発見し五角形アザミウマ属（Pentagonothrips）と名づける。1989年の第1回折り紙の科学国際会議以来、注目が集まる折紙の数学的研究では自身も多くの定理を発案し、1994年の第2回折り紙の科学国際会議において世界共通語である折り紙（origami）に数学（mathematics）などの学術・技術を表す語尾（-ics）を合わせてオリガミクス（origamics）という名も提唱した。1997年定年退職後、芳賀サイエンスラボを創設、現所長。2023年肺炎のため逝去。

## 著作
- オリガミクスI【幾何図形折り紙】（芳賀和夫著、日本評論社、1999年10月10日）
- オリガミクスII【紙を折ったら,数学が見えた】（芳賀和夫著、日本評論社、2005年8月30日）